# Уральские зверобои
Уральские Зверобои — клуб по американскому футболу из Озёрска (Челябинская область), выступавший в чемпионате России. Трехкратный обладатель Кубка Урала по американскому футболу, в 2011, 2012 и 2015 годах. Обладатель кубка «Bishkek Bowl 2012». В 2016 объединился с клубом «Скауты» (Челябинск) в «Сборную Южного Урала».

## История
Клуб «Уральские Зверобои» был образован в 1994 году.
Первая игра проходит летом 1995 года на стадионе «Строитель» с «Сибирскими ангелами» (Красноярск).

## В культуре
Озёрские спортсмены из клуба «Уральские зверобои» приняли участие в съемках клипа «Дикий Дикий Урал» рэп-группы «2rbina 2rista».